# Enid (telefilme)
Enid é um telefilme britânico de 2009 dirigido por James Hawes e escrito por Lindsay Shapero para a BBC Four. É estrelado por Helena Bonham Carter no papel da autora de livros infantis Enid Blyton.

## Sinopse
Biografia da famosa escritora inglesa Enid Blyton, também conhecida pelo pseudônimo Mary Pollock. O filme mostra a história da escritora que o público não conhecia. Quando criança, Enid tinha uma relação próxima com o pai que ela idolatrava, até que ele resolve deixar a família por outra mulher. Ao atingir a idade adulta ela sai de casa para se tornar professora, mas sua ambição é se tornar escritora de livros infantis. Então ela conhece o editor Hugh Pollock (Matthew Macfadyen), e os dois se casam. No início eles tem um casamento feliz, mas depois do nascimento de suas duas filhas, Enid se revela ser uma mãe fria e indiferente às filhas, enquanto dedica toda a sua atenção e carinho aos fãs. Por fim, a personalidade dominadora e egoísta de Enid acabaria distanciando também o marido, que começaria a beber. Enquanto ele está longe na guerra, ela conhece o médico Kenneth Waters e os dois iniciam um caso. Ela pede o divórcio à Hugh e o chantageia, usando as filhas para conseguir o divórcio nos seus termos. Ela e Kennet se casam, e ele é perfeito para ela, pois deixa que ela exerça a força dominante no relacionamento, o que só contribui para que ela se torne ainda mais egoísta. Mesmo com boatos de que ela era uma fraude, que não escrevia seus próprios livros, Enid teve uma carreira de sucesso até sua morte aos 71 anos.

## Elenco
- Helena Bonham Carter ... Enid Blyton
- Matthew Macfadyen ... Hugh Pollock
- Denis Lawson ... Kenneth Waters
- Claire Rushbrook ... Dorothy Richards
- Joseph Millson ... Hanly Blyton
- Ramona Marquez ... Imogen Pollock
- Sinead Michael ... Gillian
- Pooky Quesnel ... Theresa Blyton
- Philip Wright ... Thomas Blyton
- Eileen O'Higgins ... Maid Maggie
- Gabrielle Reidy ... Mrs Waters

## Prêmios
| Prêmio                   | Resultado                   | Categoria                          | Recipiente           |
| ------------------------ | --------------------------- | ---------------------------------- | -------------------- |
| Broadcasting Press Guild | Venceu[carece de fontes?]   | Melhor Drama Individual            | Enid                 |
| Broadcasting Press Guild | Indicado[carece de fontes?] | Melhor Atriz                       | Helena Bonham Carter |
| BAFTA TV Awards          | Indicado                    | Melhor Atriz                       | Helena Bonham Carter |
| Emmy Internacional       | Venceu                      | Emmy Internacional de melhor atriz | Helena Bonham Carter |